# ACミラン・チャンネル
『ACミラン・チャンネル』（エーシーミラン・チャンネル）は、TwellVで放送のサッカー番組。

## 概要
イタリアのプロサッカーリーグ・セリエA、UEFAチャンピオンズリーグの中から、ACミラン戦の試合のみを放送する。試合だけでなくミラノの街の最新情報も伝える。さらに、2014年からは本田圭佑の出場予定試合も要チェック。
2014/2015シーズンからTOYO TIRESがスポンサーとなり、番組ホームページ名が「ACミラン・チャンネル2014/2015 presented by TOYO TIRES」にリニューアルされた。また、2014年10月13日から派生番組『ACミラン・チャンネル ミラノミラン』が放送開始された。

## 出演者
- 八塚浩：実況[6]。
- 中村義昭：実況[6]。
- 中西永輔：解説[6]。
- 野々村芳和：解説[6]。
- 福西崇史：解説[6]。
- 深川麻衣：ナレーション[7]。

## 放送時間
- 火曜日 19:56 - 21:55（本放送）[8]
- 金曜日 27:00 - 29:00（再放送）[8]